# MS Parsęta
MS Parsęta – statek towarowy typu ro-ro zbudowany w niemieckiej stoczni Rickmers Verft w Bremerhaven. W latach 1991–1997 należący do Polskiej Żeglugi Bałtyckiej.

## Historia
Statek został zbudowany pod nazwą MS Donautal w stoczni Rickmers Verft w Bremerhaven dla niemieckiego armatora Partenreederei M.S. „Donautal” z siedzibą w Hamburgu. Wodowanie miało miejsce 14 maja 1970 roku, a 23 maja statek został oddany armatorowi. Dnia 28 maja 1970 roku statek został wyczarterowany fińskiemu operatorowi Silja Line, w barwach którego obsługiwał do 21 grudnia 1970 trasę pomiędzy Turku, a szwedzkim Norrtälje. 26 kwietnia 1973 roku Donautal został nabyty przez firmę Rollonoff Shipping Ltd. z Londynu, a 1 czerwca 1974 został odkupiony przez Belfast Steamship Company i przemianowany na MS Ulster Sportsman. W barwach północnoirlandzkiego przewoźnika obsługiwał trasę Belfast – Liverpool. W 1975 Belfast Steamship Company został wchłonięty przez P&O Ferries, który został jednocześnie nowym właścicielem statku. W tym samym roku MS Ulster Sportsman został wyczarterowany armatortorowi Seaspeed Ferries, dla którego obsługiwał trasę z Cork do Barry. W październiku 1975 roku zostaje ponownie wyczarterowany, tym razem do Truckline Ferries, dla którego pływał pomiędzy Poole, a Cherbourgiem. 12 stycznia 1976 roku zmienił nazwę na MS Dorset. W styczniu 1978 zakończył się czarter statku do Truckline Ferries. 12 maja 1978 zmieniono nazwę statku na MS St Magnus. W latach 1978 – 1990 pływał w barwach P&O Ferries, P&O Ferries Normandy oraz P&O Ferries European na trasach: Scrabster – Stromness, Dover – Boulogne, Aberdeen – Stromness – Lerwick, Sullom – Pentland Firth, Aberdeen – Stavanger – Hanstholm oraz Portsmouth – Hawr. W II połowie lat 80. statek był okresowo czarterowany przez NATO. We wrześniu 1986 brał udział w ćwiczeniach NATO Northern Wedding u wybrzeży Danii i Norwegii. Od 4 do 19 listopada 1987 roku pływał w ramach zadań NATO na trasie Cairnryan – Larne. W listopadzie 1989 wziął udział w kolejnych ćwiczeniach NATO – Purple Warrior, rozgrywających się u pułudniowo-zachodnich wybrzeży Szkocji. W 1990 MS St Magnus zostaje sprzedany duńskiemu armatorowi Blaesbjerg Marine z Aarhus. Nazwa jednostki zostaje zmieniona na MS Codan Marine, a statek zostaje zarejestrowany pod banderą Vanuatu, z portem macierzystym Port Vila. Duński operator wyczarterowuje statek dla Polskiej Żeglugi Bałtyckiej, w której barwach od 1990 roku obsługuje połączenie Świnoujście – Ystad. W 1991 roku PŻB wykupuje jednostkę od Blaesbjerg Marine i zmienia jej nazwę na MS Parsęta. Od czerwca 1996 roku statek pływa pomiędzy Świnoujściem, a portem Aabenraa. W kwietniu 1997 roku Parsęta zostaje sprzedana wenezuelskiemu operatorowi Conferry, który zmienia nazwę jednostki na MS Dona Juana. W barwach Conferry statek pływa na liniach pomiędzy Punta de Piedras na wyspie Margarita, a portami w kontynentalnej części Wenezueli. W 2008 roku MS Dona Juana zostaje wycofany z eksploatacji i odstawiony na kotwicowisko w porcie Puerto La Cruz. Dnia 20 czerwca 2010 roku w wyniku naboru dużej ilości wody, związanego ze złym stanem technicznym, jednostka ulega zatonięciu w miejscu kotwiczenia. 

## Dane techniczne
Statek składał się z pojedynczego kadłuba stalowego. Miał 96,81 metrów długości, 15,83 metrów szerokości oraz zanurzenie wynoszące 4,19 metra. Posiadał pojemność brutto wynoszącą 3575 RT, pojemność netto wynoszącą 1072 RT oraz nośność wynoszącą 937 DWT. Napęd jednostki zapewniały dwa 9 cylindrowe silniki 9ZU451AK, zbudowane przez konsorcjum Atlas–MaK, o łącznej mocy 4000 bhp. Napęd przenoszony był na dwie śruby nastawne. Silniki umożliwiały statkowi poruszanie się z prędkością eksploatacyjną wynoszącą 13,8 węzła oraz maksymalną wynoszącą 16 węzłów. Statek mógł przewozić na dwóch pokładach ładunkowych do 25 samochodów ciężarowych z naczepami. Załadunek i rozładunek pojazdów zapewniony był przez dwie rampy załadowcze, umieszczone na rufie oraz na dziobie. Jednostka mogła zabrać na pokład również 12 pasażerów. W 1981 roku, podczas kursowania na trasie Sullom – Pentland Firth, maksymalna liczba pasażerów zabieranych na pokład była zwiększona do 50 osób.